# Sur (film 1988)
Sur è un film del 1988 diretto da Fernando Ezequiel Solanas, vincitore del premio per la miglior regia al 41º Festival di Cannes.

## Trama
Si tratta di quattro capitoli corrispondenti a quattro sogni del protagonista.
Siamo nel 1983 e in Argentina è appena caduta la dittatura. Floreal, operaio di Buenos Aires, dopo cinque anni può finalmente uscire di prigione. Arrivato davanti alla porta di casa però l'uomo esita ad entrare, temendo che la moglie lo abbia tradito con il compagno di lavoro Roberto. Così preferisce vagare nella notte per la città, accompagnato dal fantasma del suo amico 'El Negro', alla ricerca del suo passato. La mattina il fantasma si dissolve e Floreal torna a riabbracciare la moglie e il suo bambino.
Sur significa sud, proprio come la Patagonia nella quale è stato prigioniero il protagonista. Il film vuole essere una voce di protesta contro la dittatura e il destino dei "desaparecidos".

## Riconoscimenti
- Festival di Cannes 1988
  - Premio per la miglior regia